# Tingwick
Tingwick es una municipalidad y pueblo de la región administrativa de Centro de Quebec (Centre-du-Québec) de la provincia de Quebec, Canadá. Se encuentra en el municipio regional de condado de Arthabaska. La población es de 1.455 habitantes y habla francés.

## Arquitectura
- Iglesia católica de San Patricio
- Escuela Saint-Coeur de Marie
- Salón Chenier

## Centros Recreativos
- Centro de esquí al monte Gleason.
- Carril bici de "Route Verte".

## Economía
Agricultura: producción de leche, jarabe de arce, miel y frambuesa. Hay cría de vacas.
Fabricá de caja de caudales.